# Marcus Ulbricht
Marcus Ulbricht (* 11. November 1970 in Berlin) ist ein deutscher Regisseur, Drehbuchautor und  Schauspieler.

## Karriere
Marcus Ulbricht führt seit Ende der 1990er Jahre Regie bei Fernsehfilmen und Fernsehserien. Unter anderem bei den Fernsehfilmen Inspektor Jury – Der Tod des Harlekins mit Fritz Karl, Katharina Thalbach und Götz Schubert, Meiberger – im Kopf des Täters mit Fritz Karl, Ulrike C. Tscharre und Cornelius Obonya, Der Bozen-Krimi: Wer ohne Spuren geht mit Chiara Schoras und Tobias Oertel, Der Geruch von Erde mit Maria Simon und Rudolf Kowalski, Schlaflos in Istanbul mit Jasmin Gerat und Tim Bergmann, sowie Rindvieh à la carte mit Muriel Baumeister und Bernhard Schir. 
Seine Kinokurzfilme Herbst und Der Strick wurden mit den Prädikaten „Besonders Wertvoll“ und „Wertvoll“ ausgezeichnet sowie auf diversen internationalen Filmfestivals gezeigt. Der Geruch von Erde war 2013 Eröffnungsfilm bei den Biberacher Filmfestspielen.
Neben seiner Regietätigkeit übernimmt Marcus Ulbricht bisweilen Rollen in Fernsehproduktionen.

## Filmografie (Auswahl)
- 2009: Trau’ niemals deinem Chef
- 2010: Der Alte – Folge 349: Oder du stirbst (Darsteller)
- 2011: Rindvieh à la Carte
- 2012: Schlaflos in Istanbul
- 2013: Der Geruch von Erde
- 2015: Der Bozen-Krimi: Wer ohne Spuren geht
- 2015: Immer Ärger mit Opa Charly
- 2017: Inspektor Jury – Der Tod des Harlekins
- 2018: Meiberger – Im Kopf des Täters (Fernsehserie)
- 2021: Jenseits der Spree (Fernsehserie)
- 2022: Erzgebirgskrimi – Tödliche Abrechnung (Fernsehreihe)